# Actitis
Actitis là một chi chim trong họ Scolopacidae.
Cả hai loài trong chi này đều loài chim lội nhỏ di cư, màu nâu xám trên đầu và trắng bên dưới bay thấp trên mặt nước.
Cả hai loài này có chân ngắn màu hơi vàng hoặc vàng và mỏ trung bình. Đây không phải là loài chim sống thành bầy và hiếm khi được thấy ở đàn lớn.
Chúng làm tổ trên mặt đất, và môi trường sống của chúng là gần nước ngọt. Chúng tìm kiếm ăn trên mặt đất hoặc dưới nước, nhặt thức ăn trong tầm nhìn. Chúng cũng có thể bắt côn trùng bay. Chúng ăn côn trùng, động vật giáp xác và động vật không xương khác.

## Hình ảnh

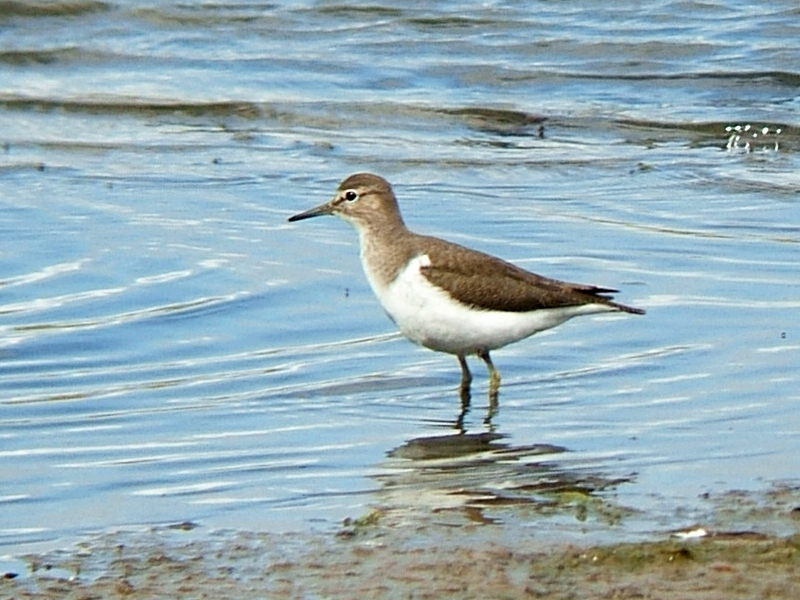

## Các loài
- Actitis hypoleucos
- Actitis macularia